# Tension
Tension é o décimo sexto álbum de estúdio da cantora australiana Kylie Minogue. Foi lançado em vários formatos em 22 de setembro de 2023 pela BMG Rights Management e pela empresa de Minogue, Darenote. Foi anunciado em maio de 2023, marcando o primeiro novo trabalho de Minogue desde Disco (2020). Minogue trabalhou com vários produtores, incluindo os colaboradores de longa data Richard "Biff" Stannard, Duck Blackwell, Jackson Foote, PhD e Cutfather. Originalmente inspirada pela música e cultura dos anos 1980, ela abandonou a ideia e decidiu fazer um disco que enfatizasse a individualidade de cada música em vez de um tema central. Musicalmente, Tension é um álbum derivado de uma variedade de gêneros e sons de EDM, como pop, dance-pop, disco, 
eletrônica e synth-pop. As letras do álbum abordam temas como amor, luxúria, diversão e empoderamento, todos os quais apareceram em trabalhos anteriores de Minogue.
Tension recebeu críticas positivas da maioria dos críticos de música, que elogiaram seu som eclético, cativação e qualidade de produção. Muitos críticos o consideraram um dos melhores álbuns de Minogue, com publicações o nomeando uma de suas principais escolhas de 2023. O álbum foi um sucesso comercial, alcançando a primeira posição na Austrália, Bélgica, Escócia e Reino Unido, bem como em tabelas componentes na Irlanda e nos Estados Unidos. Também atingiu o top dez em vários países, incluindo Alemanha, Espanha, Finlândia, França, Nova Zelândia, Países Baixos e Suíça. Duas semanas após seu lançamento, o álbum recebeu o certificado de prata da British Phonographic Industry (BPI) pelas mais de 600.000 cópias vendidas no Reino Unido, e vendeu mais de meio milhão de unidades em todo o mundo, gerando meio bilhão de streams.
O álbum gerou três singles: "Padam Padam", "Tension" e "Hold on to Now". "Padam Padam" alcançou a posição 8 na parada de singles do Reino Unido, tornando Minogue a quarta artista solo feminina a ter uma entrada no top dez do país em cinco décadas consecutivas. A canção se tornou um sucesso comercial, ganhando força viral e importância cultural desde seu lançamento. A canção ganhou os prêmios de Melhor Lançamento Pop do ARIA Music Awards de 2024 e Melhor Gravação de Pop Dance no Grammy Awards de 2024. Em divulgação ao disco, Minogue lançou uma versão deluxe, um álbum de remixes chamado Extension (The Extended Mixes), se apresentando em diversas ocasiões e realizando sua primeira residência de concertos, More Than Just a Residency, em Las Vegas. Tension II, um álbum sequencial, foi lançado em 18 de outubro de 2024, junto com a turnê Tension Tour, promovendo ambos os discos, com início para fevereiro de 2025.

## Antecedentes e produção
O décimo quinto álbum de estúdio de Minogue, Disco, lançado em novembro de 2020, viu a cantora retornar ao seu som característico influenciado pela disco music, depois de experimentar o country-pop em Golden de 2018. O álbum recebeu críticas positivas de críticos musicais, muitos dos quais elogiaram a interpretação de Minogue de vários aspectos da música e cultura disco, bem como seu retorno musical ao gênero dance-disco. O álbum foi um sucesso comercial, alcançando o primeiro lugar na Austrália, Escócia, Estados Unidos e Reino Unido, além de fazer parte das paradas na Irlanda. Devido à pandemia da COVID-19, o álbum recebeu promoção limitada, incluindo lançamentos de singles e gravações promocionais, um show especial ao vivo chamado Infinite Disco e uma versão repaginada intitulada Disco: Guest List Edition (2021). Após o término da promoção, Minogue retornou à sua cidade natal, Melbourne, em fevereiro de 2022, depois de morar em Londres desde a década de 1990.
Em entrevista para a BBC Radio 2 em maio de 2021, Minogue falou sobre seus planos para novas músicas, afirmando: "Talvez seja um pouco mais eletropop. Não me cite isso [...] mas é isso que está em alta no momento." Em uma entrevista para a Vogue em junho de 2022, Minogue pareceu confirmar essa direção, citando seu single "Slow" de 2003 como ponto de referência para o novo material. A revista também observou que as sessões de gravação do novo álbum estavam programadas para começar em julho de 2022.
Em novembro de 2022, Minogue disse ao Evening Standard que as sessões do álbum aconteceram em Melbourne, Brighton, Londres, Surrey, Croácia e Paris. Ao falar sobre o próximo álbum em maio de 2023, ela afirmou que ao contrário de seus dois últimos álbuns de estúdio Golden e Disco, não há um tema central, afirmando "Eu queria celebrar a individualidade de cada música e mergulhar nessa liberdade." Ela contou com a ajuda de colaboradores anteriores, Richard "Biff" Stannard e Duck Blackwell, para trabalhar no álbum.

## Conceito e desenvolvimento
"Comecei este álbum com a mente aberta e uma página em branco. Ao contrário dos meus dois últimos álbuns, não havia um "tema", era sobre encontrar o coração ou a diversão ou a fantasia daquele momento e sempre tentar servir à música. Eu queria celebrar a individualidade de cada música e mergulhar nessa liberdade. Eu diria que é uma mistura de reflexão pessoal, abandono de clube e euforia melancólica."

—Minogue comentando sobre Tension.
A produção do álbum começou em 2021, com sessões iniciais envolvendo os colaboradores de longa data Richard "Biff" Stannard, Duck Blackwell e Jon Green, bem como Jamie Nelson, A&R de Minogue. Eles pretendiam usar a música e a cultura dos anos 1980 como um componente principal do som e da visão do álbum. Porém eles eventualmente abandonaram a ideia e decidiram não se concentrar em um único tema. Minogue se abriu sobre essa escolha: "Inicialmente, pensávamos nos anos 80, mas não foi bem assim [...] concordamos que não haveria um tema [e que] seria revigorante não ter um tema depois de termos feito os álbuns Golden e Disco." Mais tarde, Minogue pretendia lançar um álbum influenciado pelo electro-pop, com o seu single "Slow" servindo como modelo para a evolução sonora do álbum. "Hold On to Now" foi uma das primeiras faixas escritas para o Tension, com Minogue enviando a Stannard uma melodia "Na-na-na" como nota de voz e desenvolvendo-a.
Stannard não viaja de avião, então os cinco foram para Surrey em agosto e alugaram um Airbnb para trabalhar no álbum. Depois de uma semana, eles tinham completado dez músicas. Eles então trabalharam com Anya Jones e Camille "Kamille" Purcell para completar duas músicas em um dia, "Things We Do for Love" e "Tension". De acordo com Minogue, trabalhar com Purcell lhe deu a "energia feminina" necessária para o álbum original. Enquanto estava em Miami, Nelsen enviou a Minogue uma gravação demo da música "Padam Padam", escrita por Ina Wroldsen e Peter "Lostboy" Rycroft. Minogue adorou a demo e a gravou em um hotel de Londres. Apesar de ser uma das músicas mais fáceis de gravar, foi uma das adições finais do álbum. Nelson então enviou uma demo de "Hands" com segmentos de rap por toda parte. Nelson encorajou Minogue a contribuir com vocais e rap, o que ela mais tarde descreveu como "revigorante". Minogue acabou indo para Copenhague, Brighton, Croácia e Paris para continuar gravando o álbum.
Algumas faixas do álbum, como "10 Out of 10" e "Story", levaram mais tempo para serem concluídas. "10 Out of 10" começou como uma demo do DJ holandês Oliver Heldens, que colaborou com Minogue nos vocais. Apesar de aceitar a oferta, ela achou o processo de produção difícil porque exigia gravações em locais remotos, trabalhar sem Heldens pessoalmente e trocar trechos de músicas por e-mail. Depois de finalizar e lançar a música, Heldens a chamou de sua "maior colaboração até hoje" e que foi um "prazer e privilégio trabalhar com eles". Minogue também admitiu que músicas como "Tension" estavam "realmente deslocadas" e "não tinha certeza se fariam parte do álbum". No entanto, "foi suavizado e refinado" à medida que a música avançava. Outras músicas, como "One More Time", passaram por mudanças significativas antes de serem incluídas no disco. A produção foi concluída em 2023, e Minogue finalizou o álbum. Ao decidir as faixas finais do álbum, Minogue disse: "Se a música puder se sustentar sozinha e se encaixar bem com as outras, esse é o álbum". Quando questionada sobre o tema do álbum, ela disse: "Há músicas [em Tension] que podem parecer mais superficiais, mas sinto que posso cantá-las com mais certeza do que no começo, quando eu tinha 19, 20, 21, 25 anos." Minogue coescreveu doze das dezesseis faixas do álbum e trabalhou como engenheira vocal adicional em nove delas.

## Estrutura musical

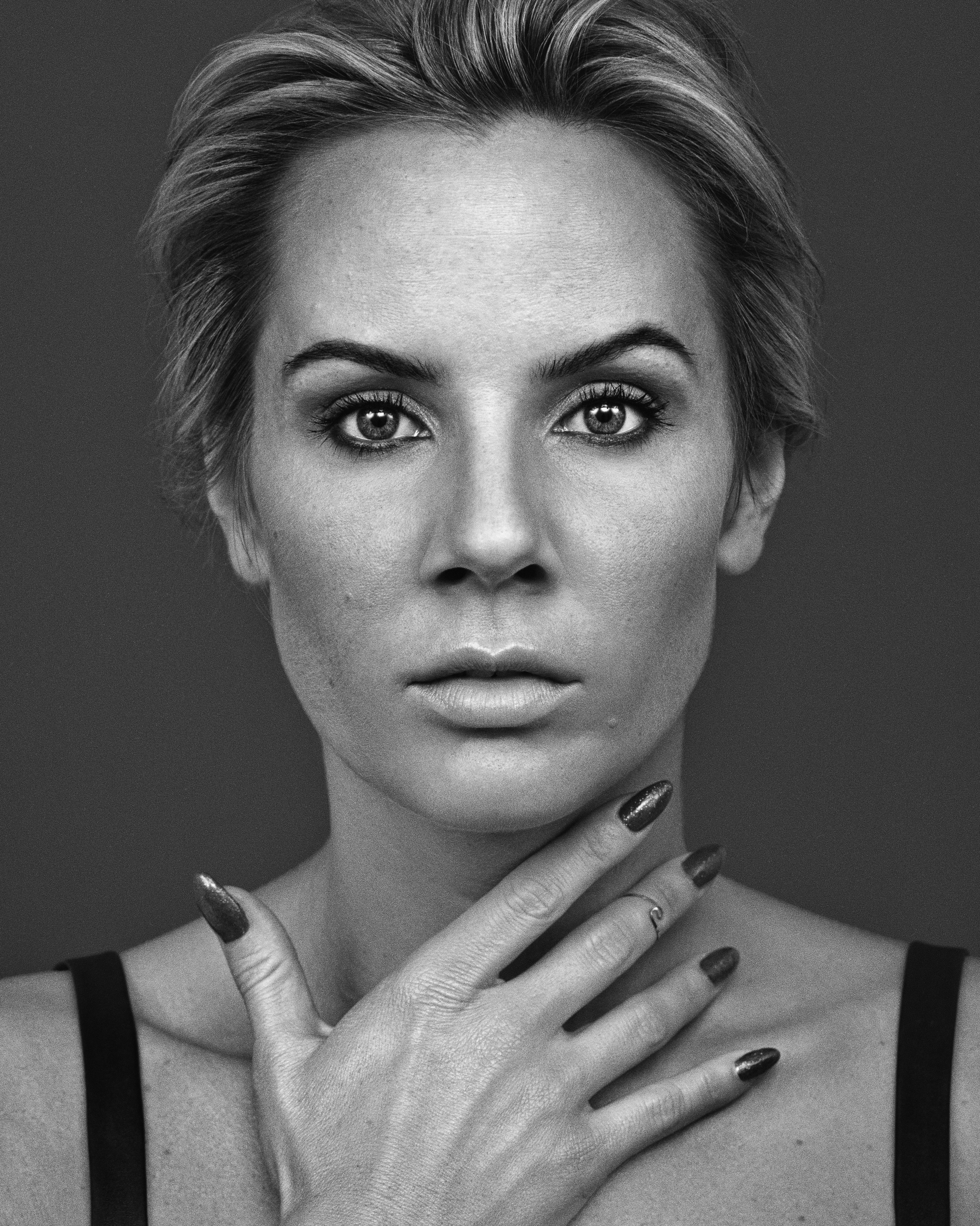
Ina Wroldsen (foto) co-escreveu o primeiro single do álbum "Padam Padam".

De acordo com um comunicado de imprensa da Shore Fire Media, Tension é um disco "cheio de sucessos eufóricos e poderosos para a pista de dança e cortes pop sensuais", com "onze faixas de músicas pop alegres e despretensiosas que buscam o prazer e aproveitam o momento". O álbum apresenta uma gama diversificada de sons e influências do eletrônico, como pop, dance-pop, disco, eletrônico e synthpop, além de notas adicionais de eurodance, funk, R&B e escandinavo. Ela o descreveu como uma "mistura de reflexão pessoal, abandono da balada e momentos melancólicos", dizendo que queria "celebrar a individualidade de cada música e mergulhar nessa liberdade". As letras do álbum giram em torno de temas como amor, luxúria e empoderamento, todos eles já presentes em trabalhos anteriores de Minogue, de acordo com Jonah Waterhouse, da Vogue Austrália. AllMusic e Riff compararam o som do álbum com os álbuns anteriores de Minogue, Fever (2001) e Aphrodite (2010), enquanto o editor da Pitchfork, Harry Tafoya, descreveu o disco como um "compêndio de todos os sons pelos quais ela é mais conhecida: synth-pop doce, euro house alegre e EDM propulsivo". O escritor da Slant, Alex Camp, por outro lado, viu um "fio sônico inequívoco [que] ligava todas as 14 músicas".
Tension começa com "Padam Padam", uma faixa eletrônica "hipnótica" que incorpora elementos de sintetizador e dance-pop. O título e a letra da música fazem referência à uma onomatopeia para uma batida de coração, e os críticos a consideram a peça central sonora do álbum. "Hold On to Now" tem um som baseado em sintetizadores e uma composição "séria" que lembra a cantora sueca Robyn, além de seções de coral gospel interpretadas pelo House Gospel Choir. Minogue descreveu a música como uma das suas favoritas do álbum. "Thing We Do for Love" apresenta uma "estrutura estranha" de sintetizadores, guitarra e riffs de bateria que lembram o synth-pop e o power pop dos anos 80, além de uma sutil referência ao filme musical de drama Footloose, de 1984. Os críticos citaram "Tension" como uma das únicas faixas experimentais do álbum, apresentando vocoder nos vocais de Minogue, bem como riffs de piano agitados influenciados pela house music dos anos 1990 com elementos de música eletrônica e dance. Ela descreveu a criação da música como uma "montanha-russa, com pequenos difusores que fazem o equilíbrio".
"One More Time" é um híbrido acelerado de elementos pop, funk e disco que lembram seu álbum anterior Disco, embora ela tenha descrito a narrativa da música como "nada profunda", afirmando que ela tem "liberdade" e "pode ou não ser romântica". "You Still Get Me High" se baseia na exploração de Minogue do som pop-dance dos anos 1980 em "Things We Do for Love" e se aprofunda no amor. A sua versão original era muito "mais lenta, mais indulgente", mas ela queria melhorar a faixa ainda mais, então pediu a Blackwell que contribuísse para a versão final. "Hands" apresenta uma linha de baixo funky inspirada na discoteca "nostálgica" e os vocais de Ms. Marinade durante os versos, que foram retirados da demo original. Minogue achou "fácil" gravar seus vocais porque os vocais masculinos de Ms. Marinade foram ajustados para soar como registros vocais femininos. Ela também descreveu a música como "divertida" e uma "música para dias ensolarados". "Green Light" foi comparada ao trabalho da cantora britânica Dua Lipa e apresenta elementos pop do início dos anos 80 e um solo de saxofone. Minogue a definiu como uma "prima" de seu single "Spinning Around" de 2000, chamando-a de "alegre e tranquila".
"Vegas High" foi inspirada pela expectativa de Minogue por seu show More Than Just a Residency em Las Vegas, onde ela, Stannard, Blackwell e o artista Gerald O'Connell esperavam criar uma versão "romantizada e cinematográfica" da cidade. É uma faixa de clube cheia de energia que lembra música techno dos anos 90. "10 Out of 10" não era para ser incluída em Tension. No entanto, Minogue abraçou a música e, no final das contas, achou que era uma "boa adição". De acordo com Heldens, a música foi "inspirada no synth-pop e disco music dos anos 80, no house dos anos 90 e no eurodance dos anos 2000, com um toque de dance music moderna e, claro, com uma grande linha de baixo suculenta" e incorpora referências da cultura LGBT, principalmente a cultura ball e drag. Minogue também coescreveu a música padrão que encerra o álbum, "Story", que aborda questões pessoais com as quais ela estava lidando na época. Musicalmente, ela retorna à música inspirada nos anos 80 e foi descrita como uma música pop chiclete de ritmo acelerado que os críticos consideraram "atemática". A faixa de abertura da versão deluxe, "Love Train", faz referência ao Super Mario, enquanto "Just Imagine" é considerada uma das faixas mais agitadas do álbum, e "Somebody to Love" é descrita como "a clássica Kylie".

## Lançamento e formato
A equipe de Minogue revelou a data de lançamento e o formato do álbum logo após o anúncio do lead single "Padam Padam". Tension foi lançado em 22 de setembro de 2023 pela BMG Rights Management e por meio da empresa de Minogue, Darenote. É seu décimo sexto álbum de estúdio, bem como o terceiro com a BMG e a Darenote — logo após seus lançamentos anteriores Golden (2018) e Disco (2020). O álbum padrão traz 11 faixas totalizando mais de 35 minutos de duração, enquanto a edição deluxe dura mais de 45 minutos com três músicas adicionais: "Love Train", "Just Imagine" e "Somebody to Love". Tension foi lançado em vários formatos físicos através de sua loja virtual e de vários varejistas. Os primeiros lançamentos de pacotes incluíam um autógrafo assinado por Minogue, bem como variantes de diferentes cópias. A edição padrão inclui um estojo de cartão e um livro encadernado, enquanto a edição deluxe foi lançada como duas variantes deste último. A edição padrão com embalagem tipo cartão inclui arte alternativa em uma variedade de cores.
Oito grandes variantes de vinil também foram lançadas: um vinil preto padrão, um prateado com embalagem gatefold e quatro vinis de cores diferentes: laranja, rosa, verde e um vinil transparente inspirado em garrafa de Coca-Cola. Um vinil branco de prensagem de teste, limitado a cinquenta cópias, era exclusivo de sua loja com seu autógrafo na capa. Uma edição limitada em vinil transparente foi disponibilizada em uma loja pop-up em Londres, apresentando uma capa holográfica de diamante. Cinco fitas cassete também foram lançadas nas cores laranja, verde, azul e rosa, além de uma fita dupla com conteúdo da edição deluxe. As fitas também podem ser adquiridas separadamente ou como parte de um pacote exclusivo no site da Minogue. Os formatos digitais do álbum, como download digital e streaming online, coincidiram com o lançamento dos formatos físicos, tanto nas edições padrão quanto nas deluxe. Em 25 de setembro, três dias após o lançamento oficial de Tension, ainda foi lançada outra edição digital limitada à semana do lançamento do disco em seu site, intitulada Bonus Deluxe e contendo duas músicas das sessões de gravação: "Heavenly Body" e "Drum". Em 8 de dezembro de 2023, foi lançado um álbum de remixes com mixagens estendidas das onze faixas da edição padrão, intitulado Extension (The Extended Mixes).

## Capa e título
"Eu vou ficar tipo, 'Kylie, qual é a cor dessa música?'... Isso é algo que fazemos muito no mundo ao vivo quando projetamos iluminação e visuais para músicas. Nós vamos ficar tipo essa é a música azul, essa é uma música laranja. Então nós meio que fazemos a mesma coisa, mas em um mundo de direção de arte para que possamos meio que extrair isso e garantir que esse fio condutor percorra toda a campanha."

—Aries Moross discutindo sobre o processo de design do álbum.
O Studio Moross cuidou da sessão de fotos e da capa do álbum, enquanto Haris Nukem fotografou e Aries Moross cuidou da direção criativa. A mostra Minogue segurando um grande diamante que cobre um dos seus olhos, com o título do álbum no topo e o logotipo de Minogue na parte inferior; o esquema de cores de sua pele é definido por um tom verde sobre um fundo laranja. O formato digipack padrão do álbum incluía quatro tons de cores diferentes.
Em entrevista à revista francesa Numéro, Minogue observou que Nukem baseou a foto em um esboço que ele criou e teve a ideia dela segurando um diamante depois de dizer: "Não sei por que, mas vejo você segurando este diamante". Em termos do título do álbum, Minogue e sua equipe estavam considerando chamá-lo de Vegas High, uma referência à faixa do álbum de mesmo nome e a relatos anteriores do envolvimento de Minogue em um concerto de residência ambientado em Las Vegas. No entanto, mais tarde ela decidiu nomear o álbum, Tension, dizendo: "Espero que isso não pareça deprimente — quando você assiste ao noticiário, a palavra é usada de forma negativa — mas, na verdade, quando decidimos isso, eu estava realmente surpresa que esse título tenha sido bem aceito. As pessoas estavam muito impacientes para ouvir um álbum chamado Tension". Apesar de não ter o título final quando a obra foi filmada, segundo Minogue, ao final, o diamante correspondia ao título, dizendo: "O diamante é uma imagem subliminar: a da criação de coisas belas sob pressão. Acredito que as pessoas podem sentir isso através da capa, especialmente se souberem como os diamantes são feitos, ou seja, sob restrição."

## Promoção

### Singlese outras músicas

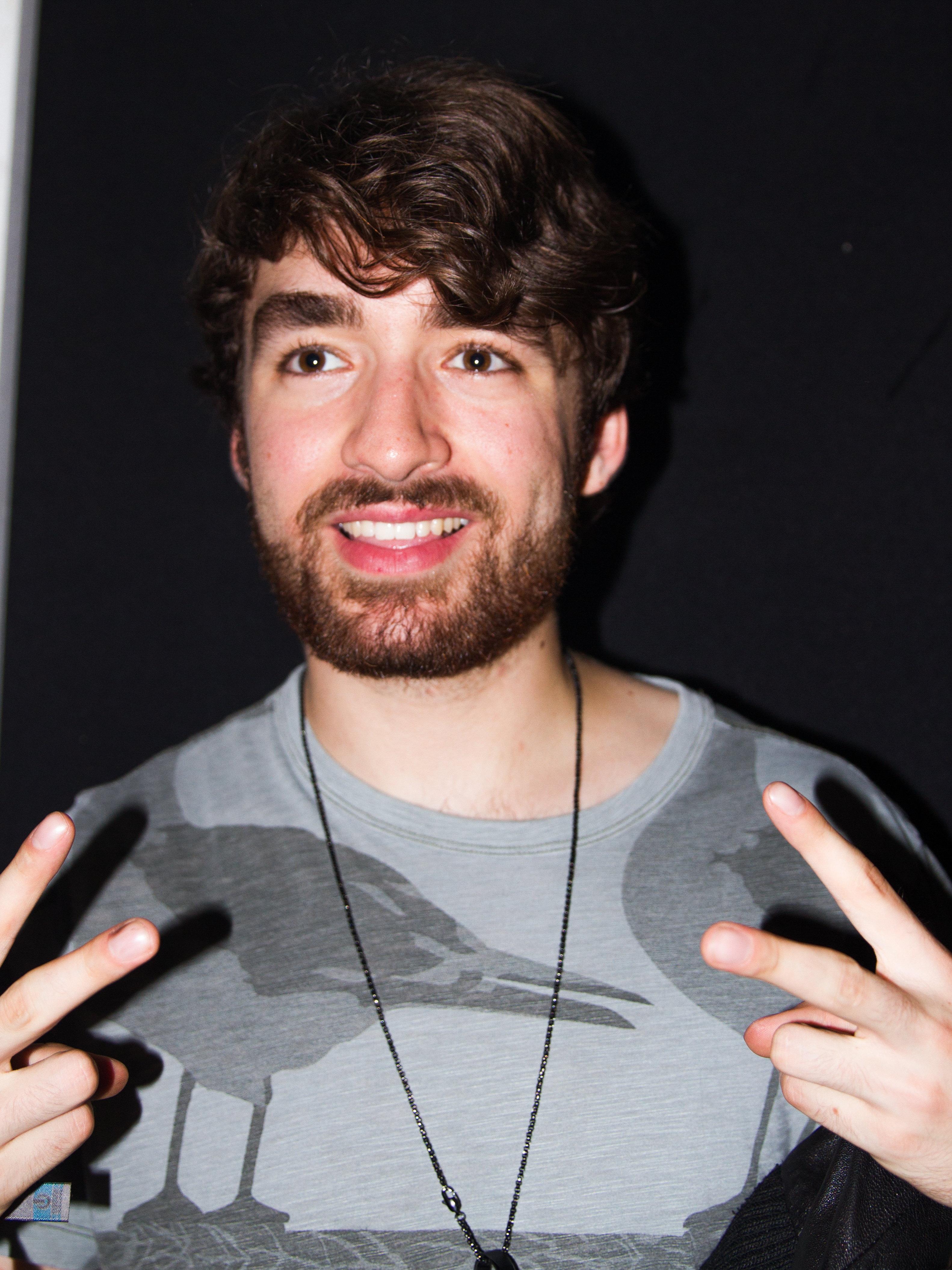
"10 Out of 10", gravação promocional do álbum, contou com a participação especial do DJ holandês Oliver Heldens (foto).

Antes do anúncio do álbum, "10 Out of 10" foi lançada como gravação promocional em 5 de abril de 2023 pela RCA e Kangarooli, gravadora de Helden; Minogue é creditada como artista de destaque. A canção estreou três dias antes no canal de Heldens no YouTube, onde foi destaque no episódio 457 da Heldeep Radio. Apesar dos elogios ao seu valor de produção e à mistura dos sons de Heldens e Minogue, alguns críticos ficaram divididos sobre a sua inclusão ao álbum. A canção alcançou a posição 19 na parada de downloads de singles do Reino Unido, e também figurou nas paradas de Belarus, Estônia, Letônia e Rússia.
Por meio de suas contas de mídia social, Minogue anunciou em 16 de maio de 2023 a data de lançamento do primeiro single, "Padam Padam", junto com uma prévia de 20 segundos da canção, que aconteceria dois dias depois pela BMG e Darenote; lançamentos adicionais do single foram disponibilizados posteriormente na loja virtual de Minogue. A canção recebeu feedback positivo por sua pegada, qualidade de produção e som geral; diversas publicações e críticos a elogiaram como uma das melhores músicas do ano, um dos destaques da carreira de Minogue, e recebeu vários prêmios e indicações. Tornou-se um sucesso inesperado para Minogue, aparecendo em vários territórios e recebendo certificação em seu país natal, Austrália, Brasil e Reino Unido. O videoclipe para a música foi dirigido pela cineasta britânica Sophie Muller e foi filmado no Pink Motel, um antigo motel em funcionamento usado para filmagens de filmes e TV, em San Fernando Valley, Los Angeles, sendo inspirado visualmente nas obras de The Man Who Fell to Earth (1976) e em elementos da cultura americana. O vídeo mostra Minogue em um macacão Mugler vermelho personalizado com uma capa flanqueada por dançarinos que também estão vestidos de vermelho. A canção alcançou a posição 19 na parada de singles da Austrália e a posição 8 na parada de singles do Reino Unido. Desde seu lançamento, "Padam Padam" ganhou importância na cultura popular, tornando-se um fenômeno viral, um pioneiro em diminuir a lacuna geracional entre públicos mais jovens e artistas mais maduros, um notável hino gay e um ícone da cultura LGBT.
A faixa-título, "Tension", foi lançada como segundo single do álbum em 31 de agosto de 2023, sendo disponibilizada em vários formatos digitais, físicos e de streaming online. Seu lançamento foi anunciado no dia anterior, 30 de agosto de 2023. Os críticos elogiaram seu som experimental e a qualidade geral da produção. Comercialmente, teve um desempenho moderado, ficando entre os dez primeiros nas paradas de componentes na Austrália, Letônia, Nicarágua, Reino Unido, Malta e Nova Zelândia. No Reino Unido, a canção tornou-se o 53º single de Minogue a figurar no top quarenta do país. Através de cada uma das contas de mídia social de Minogue, teasers do videoclipe foram lançados posteriormente, mostrando Minogue em vários trajes. Dirigido por Muller e filmado no XR (Extended Reality) Studios em Los Angeles, o videoclipe estreou em 1º de setembro de 2023 em seu canal no YouTube e mostra a cantora em um cenário futurista em uma sala de controle, dirigindo um holograma gigante de si mesma que dança em sicronia com a faixa. Assim como "Padam Padam", a faixa-título se tornou uma sensação viral e foi aclamada como um hino gay e símbolo da cultura LGBT.
"Hold on to Now" foi lançado como último single do álbum em 30 de outubro de 2023; com lançamentos adicionais sendo disponibilizados posteriormente em vários formatos digitais, físicos e de streaming online. Minogue a considera uma de suas músicas favoritas do álbum. A canção recebeu críticas positivas dos críticos musicais, que elogiaram tanto os vocais, habilidades de composição e qualidade geral da produção em si; com alguns críticos chegando a comparar ao trabalho da cantora sueca Robyn. Apesar de receber elogios por sua produção e qualidades atemáticas, a música só alcançou sucesso na Alemanha, Austrália, Estados Unidos, Nova Zelândia e Reino Unido. Um visualizer em formato de vídeo lírico foi publicado em seu canal do YouTube. Após o lançamento do álbum, Minogue postou visualizadores de "Things We Do for Love", "You Still Get Me High", "Green Light", "10 Out of 10" e "Story", bem como videoclipe de letras de "One More Time", "Hands" e "Vegas High", além de disponibilizar vídeos audiovisuais para as faixas bônus da versão deluxe: "Love Train", "Just Imagine" e "Somebody to Love". No Reino Unido, "Things We Do for Love" passou uma semana na posição 69 na parada de vendas de singles e na posição 67 na parada de downloads de singles.

### Apresentações ao vivo
Em 21 de maio de 2023, Minogue cantou "Padam Padam" no American Idol em sua apresentação de estreia. No mês seguinte, ela cantou a música no Summertime Ball. Em 26 de julho de 2023, Minogue confirmou uma residência em Las Vegas, More Than Just a Residency, promovendo o álbum.

## Recepção

### Crítica profissional
| Críticas profissionais | Críticas profissionais |
| Pontuações agregadas   | Pontuações agregadas   |
| Fonte                  | Avaliação              |
| ---------------------- | ---------------------- |
| AnyDecentMusic?        | 8.1/10                 |
| Metacritic             | 86/100                 |
| AOTY                   | 81/100                 |
| Avaliações da crítica  |                        |
| Fonte                  | Avaliação              |
| AllMusic               | [ 39 ]                 |
| Classic Pop            | [ 161 ]                |
| Crack                  | 8/10                   |
| DIY                    | [ 30 ]                 |
| NME                    | [ 42 ]                 |
| Pitchfork              | 7.3/10                 |
| PopMatters             | 9/10                   |
| Rolling Stone          | [ 28 ]                 |
| Slant Magazine         | [ 46 ]                 |
| The Observer           | [ 163 ]                |

Tension recebeu elogios universais dos críticos musicais. No site agregador de críticas Metacritic, que estabelece uma média de até cem pontos com base nas avaliações dos críticos musicais, o álbum obteve 86 pontos de aprovação, que foram baseados em 16 resenhas recolhidas, o que indica "aclamação universal". O site agregador de resenhas AnyDecentMusic? atendeu 18 avaliações e deu ao álbum uma classificação de 8,1 de 10, com base na avaliação do consenso crítico. É o álbum mais bem avaliado de Minogue em ambos os sites, com o Metacritic o nomeando como um dos melhores álbuns de 2023, ocupando a 33.ª posição na lista. Várias publicações nomearam Tension como um dos melhores trabalhos da carreira de Minogue.
Vários críticos elogiaram o apelo pop do álbum e sua influência geral na cena pop atual. Antes do lançamento de Tension, o editor John Earls da Classic Pop deu ao álbum cinco estrelas, escrevendo que Minogue "ainda consegue fazer o coração de todos bater, graças a um álbum que está anos-luz à frente da concorrência (e o seu melhor desde Light Years, também)". Earls acrescentou ainda que Tension é "construído com base na confiança" e é uma "lição prática de pop verdadeiramente memorável". Da mesma forma, o escritor Otis Robinson, da DIY, escreveu: "Há originalidade suficiente em cada faixa para que Tension, sem dúvida, seja considerada uma das eras contemporâneas mais favorecidas de Kylie." Neil Z. Yeung, do AllMusic, descreveu a energia do álbum como "feita sob medida para viver o momento e abraçar a liberação catártica", acrescentando: "Tension é uma aula magistral de magia pop e felicidade escapista. Lançar um álbum tão habilmente elaborado e impressionante em sua quinta década na indústria é uma maravilha absoluta de se ver." David Smyth, do The Standard, chamou-o de "pop impecável".
Outros críticos elogiaram a natureza divertida e a diversidade sonora do álbum, bem como a contribuição de Minogue para o disco. O editor da The Line of Best Fit, Sam Franzini, deu nota 9 de 10, chamando-o de "fatal", enquanto Lucy Harbon, da Clash, disse que Tension "anuncia uma nova era vibrante e divertida que vê Kylie renovada e pronta para liderar novamente". O editor Peter Piatkowski, do PopMatters, descreveu-o como "poderoso, empoderador e, mais importante, divertido", enquanto Hannah Mylrea, da Rolling Stone, disse que foi "brilhantemente divertido". Vera Maksymiuk da revista Riff deu a Tension uma nota 8 de 10, chamando-o de "puramente alegre e atraente", enquanto Devon Chodzin, um colaborador da revista Paste, escreveu: "Há muito material para o clube curtir, e é de se esperar que as faixas do álbum ganhem nova vitalidade também na pista de dança." A revista Retropop deu quatro estrelas ao álbum, elogiando sua diversidade sonora e apresentando algumas de suas melhores performances vocais.
Pouquíssimos críticos ficaram impressionados com certos aspectos, citando faixas específicas como destaques ou sentindo que Minogue não tinha vulnerabilidade. O escritor da NME, Nick Levine, deu ao álbum quatro estrelas, dizendo que, embora Tension não tenha sido o álbum "mais coeso ou revelador" de Minogue, ele achou que cada faixa era "guiada por sua própria lógica interna". Alexa Camp, da Slant, achou que Minogue estava indo pelo seguro com o disco, chamando-o de "outro álbum de Kylie Minogue". Helen Brown, do The Independent, teve uma opinião semelhante sobre a qualidade "segura" do álbum, mas acrescentou que "não há como negar os prazeres giratórios" de Tension. De acordo com Annabel Ross do The Sydney Morning Herald, Tension fez um trabalho melhor em "facilitar a euforia da pista de dança", mas a "alegre cautela" de Minogue em todo o conteúdo do álbum foi a única "falha". Guy Oddy, do The Arts Desk, elogiou algumas faixas e sons do álbum, enquanto criticou outras pela falta de "profunda introspecção intelectual".

### Agraciamentos
Minogue e seu trabalho em Tension ganharam o prêmio de Melhor Lançamento Pop na edição de 2023 do ARIA Music Awards, além de indicações para Melhor Artista Solo, Melhor Lançamento Independente e Canção do Ano. Minogue recebeu o maior número de indicações para a cerimônia desde a edição de 2002, quando ganhou cinco de sete prêmios ao qual concorria. Minogue ganhou o prêmio de Melhor Artista Australiano na edição de 2023 do MTV Europe Music Awards, sua primeira indicação e vitória desde a edição de 2003. Ao longo de 2023, "Padam Padam" ganhou o prêmio de Gravação do Ano no Las Culturistas Culture Awards, e Minogue foi indicada ao prêmio Double J Artista do Ano no J Awards. Em 2024, Minogue foi indicada ao Rolling Stone Global Award. Na edição de 2024 do IHeartRadio Music Awards, ela e "Padam Padam" receberam indicações nas categorias de Artista de Dance e Canção de Dance do Ano.
Na 66ª edição do Grammy Awards, "Padam Padam" ganhou o prêmio inaugural de Melhor Gravação de Pop Dance, tornando-se a primeira mulher a receber o prêmio. Foi sua primeira indicação ao Grammy desde "I Believe in You" na categoria Melhor Gravação de Dance na cerimônia de 2006, e sua primeira vitória desde "Come Into My World" durante a cerimônia de 2004. Ela ganhou o Prêmio Ícone no Billboard Women in Music Awards em março daquele ano. Na edição de 2024 do Brit Awards, ela foi indicada na categoria Artista Solo Internacional e recebeu o prêmio Ícone Global de Contribuição Excepcional para a Música. "Hold on to Now" foi indicada na categoria Canção do Ano na edição de 2024 do APRA Music Awards. Tanto Tension quanto sua faixa-título foram indicadas nas categorias Melhor Artista, Álbum do Ano, Melhor Lançamento Pop, Melhor Lançamento Independente e Melhor Canção na edição de 2024 do ARIA Music Awards.

## Alinhamento de faixas
| Tension — Edição padrão |                                     |                                                                       |                                                       |         |  |
| N.º                     | Título                              | Compositor(es)                                                        | Produtor(es)                                          | Duração |  |
| 1.                      | "Padam Padam"                       | Peter Rycroft Ina Wroldsen                                            | Lostboy                                               | 2:46    |  |
| 2.                      | "Hold on to Now"                    | Kylie Minogue Richard Stannard Duck Blackwell Jon Green               | Stannard Blackwell Green                              | 3:57    |  |
| 3.                      | "Things We Do for Love"             | Minogue Anya Jones Camille Purcell Stannard Blackwell Green           | Stannard Blackwell Green                              | 3:09    |  |
| 4.                      | "Tension"                           | Minogue Purcell Stannard Blackwell Green Jones                        | Stannard Blackwell                                    | 3:36    |  |
| 5.                      | "One More Time"                     | Minogue Stannard Blackwell Green                                      | Stannard Blackwell                                    | 3:02    |  |
| 6.                      | "You Still Get Me High"             | Minogue Stannard Green                                                | Stannard Blackwell Green                              | 3:38    |  |
| 7.                      | "Hands"                             | Mich Hansen Daniel Davidsen Kasper Larsen Ryan Ashley                 | Cutfather Davidsen KayAndMusic Ryan Ashley Ashley [a] | 2:45    |  |
| 8.                      | "Green Light"                       | Davidsen Peter Wallevik Ruby Spiro                                    | PhD                                                   | 3:19    |  |
| 9.                      | "Vegas High"                        | Minogue Stannard Blackwell Gerard O'Connell                           | Stannard Blackwell                                    | 3:33    |  |
| 10.                     | "10 Out of 10" (com Oliver Heldens) | Heldens James Abrahart Liana Banks Jackson Foote Sarah Hudson Minogue | Heldens Foote Blackwell [a]                           | 2:50    |  |
| 11.                     | "Story"                             | Minogue Stannard Blackwell O'Connell                                  | Stannard Blackwell                                    | 3:16    |  |
| Duração total:          | Duração total:                      | Duração total:                                                        | Duração total:                                        | 35:51   |  |

| Tension — Faixas bônus da edição Deluxe |                    |                                  |                    |         |  |
| N.º                                     | Título             | Compositor(es)                   | Produtor(es)       | Duração |  |
| 12.                                     | "Love Train"       | Minogue Sky Adams Maegan Cottone | Adams              | 2:55    |  |
| 13.                                     | "Just Imagine"     | Carl Ryden Karen Poole           | Ryden              | 2:36    |  |
| 14.                                     | "Somebody to Love" | Minogue Stannard Blackwell Green | Stannard Blackwell | 3:52    |  |
| Duração total:                          | Duração total:     | Duração total:                   | Duração total:     | 45:14   |  |

| Tension — Faixas bônus da edição Bonus Deluxe |                 |                                  |                    |         |  |
| N.º                                           | Título          | Compositor(es)                   | Produtor(es)       | Duração |  |
| 15.                                           | "Heavenly Body" | Minogue Stannard Blackwell Green | Stannard Blackwell | 4:22    |  |
| 16.                                           | "Drum"          | Minogue Stannard Blackwell Green | Stannard Blackwell | 3:31    |  |
| Duração total:                                | Duração total:  | Duração total:                   | Duração total:     | 53:07   |  |

| Extension (The Extended Mixes) |                                                    |                                                           |                          |         |  |
| N.º                            | Título                                             | Compositor(es)                                            | Produtor(es)             | Duração |  |
| 1.                             | "Padam Padam" (extended mix)                       | Rycroft Wroldsen                                          | Lostboy                  | 4:04    |  |
| 2.                             | "Hold on to Now" (extended mix)                    | Minogue Stannard Blackwell Green                          | Stannard Blackwell Green | 5:28    |  |
| 3.                             | "Things We Do for Love" (extended mix)             | Minogue Kamille Stannard Blackwell Green Jones            | Stannard Blackwell Green | 4:54    |  |
| 4.                             | "Tension" (extended mix)                           | Minogue Kamille Stannard Blackwell Green Jones            | Stannard Blackwell       | 4:38    |  |
| 5.                             | "One More Time" (extended mix)                     | Minogue Stannard Blackwell Green                          | Stannard Blackwell       | 4:22    |  |
| 6.                             | "You Still Get Me High" (extended mix)             | Minogue Stannard Green                                    | Stannard Blackwell Green | 4:32    |  |
| 7.                             | "Hands" (extended mix)                             | Hansen Davidsen Larsen Ashley [a]                         |                          | 4:09    |  |
| 8.                             | "Green Light" (extended mix)                       | Davidsen Wallevik Spiro                                   | PhD                      | 4:52    |  |
| 9.                             | "Vegas High" (extended mix)                        | Minogue O'Connell Stannard Blackwell Gez O'Connell        | Stannard Blackwell       | 5:12    |  |
| 10.                            | "10 Out of 10" (com Oliver Heldens) (extended mix) | Heldens Abrahart Banks Foote Hudson Minogue Blackwell [a] | Heldens Foote            | 4:01    |  |
| 11.                            | "Story" (extended mix)                             | Minogue Stannard Blackwell O'Connell                      | Stannard Blackwell       | 4:22    |  |
| Duração total:                 | Duração total:                                     | Duração total:                                            | Duração total:           | 50:34   |  |

Notas
- ↑[a]  significa um produtor vocal.

## Equipe e colaboradores
Créditos adaptados das notas do encarte de Tension.
Músicos
- Kylie Minogue — vocal principal (todas as faixas), vocais de fundo (faixas 8, 10)
- Peter Rycroft — teclado, programação (faixa 1)
- Ina Wroldsen — vocal (faixa 1)
- Duck Blackwell — baixo, bateria, guitarra, teclado (faixas 2–6, 9, 11, 14); vocais de fundo (faixa 5)
- Biff Stannard — percussão (faixas 2–6, 9, 11, 14), teclados adicionais (faixas 2–6, 9, 14), vocais de fundo (faixas 2, 3, 5), teclados (faixa 11)
- Jon Green — guitarra (faixas 2–6), vocais de fundo (faixas 2, 3, 5, 6), teclados (faixas 2, 5, 6)
- House Gospel Choir[s] — coro (faixa 2)
- Natalie Maddix — direção do coro, arranjo vocal (faixa 2)
- Liza Marie Jennings — arranjo vocal (faixa 2)
- Jonny Bird — guitarra (faixa 3)
- Ms Marinade — rap adicional (faixa 7)
- Elizabeth Loughrey — vocais de fundo (faixa 7)
- Ryan Ashley — vocais de fundo (faixa 7)
- Daniel Davidsen — baixo (7, 8); bateria, guitarra, teclado, programação (faixa 7)
- Kasper Larsen — baixo, bateria, teclado, programação (faixa 7)
- Mich Hansen — percussão (faixa 7)
- Peter Wallevik — vocais de apoio, teclado (faixa 8)
- Ruby Spiro — vocais de apoio (faixa 8)
- Thomas Edinger — saxofone (faixa 8)
- James Abrahart — vocais de apoio (faixa 10)
- Martin Bijelic — baixo, sinos, palmas, bateria eletrônica, teclados, sintetizador, efeitos vocais (faixa 10)
- Oliver Heldens — baixo, sinos, palmas, bateria, teclado, percussão, sintetizador, efeitos vocais (faixa 10)
- Maegan Cottone — vocais de apoio (faixa 12)
- Karen Poole — vocais de apoio (faixa 13)
- Carl Ryden — bateria, teclado (faixa 13)

Técnico
- Dick Beetham — masterização (faixas 1–9, 11–13)
- Guy Massey — mixagem (faixas 1–9, 11–13)
- Dale Becker — masterização (faixa 10)
- Oliver Heldens — masterização, mixagem (faixa 10)
- Serge Courtois — mixagem (faixa 10)
- Peter Rycroft — engenharia (faixa 1)
- Duck Blackwell — engenharia (faixas 2–6, 9, 11, 14)
- Biff Stannard — engenharia (faixas 3–6)
- Jonny Bird — engenharia (faixa 3)
- Jon Green — engenharia (faixas 4–6)
- Daniel Davidsen — engenharia (faixa 7)
- Kasper Larsen — engenharia (faixa 7)
- PhD — engenharia (faixa 8)
- Sky Adams — engenharia (faixa 12)
- Carl Ryden — engenharia (faixa 13)
- Kylie Minogue — engenharia vocal (faixas 1, 7, 8, 13), engenharia vocal adicional (faixas 2–4, 6, 11, 14)

Visuais
- Studio Moross — design
- Haris Nukem — fotografia

## Histórico de lançamento
| Região | Data                   | Formato                                     | Versão                         | Gravadora    | Ref.                               |
| ------ | ---------------------- | ------------------------------------------- | ------------------------------ | ------------ | ---------------------------------- |
| Várias | 22 de setembro de 2023 | CD cassete download digital streaming vinil | Padrão deluxe                  | Darenote BMG | [ 61 ] [ 66 ] [ 67 ] [ 68 ] [ 69 ] |
| Várias | 25 de setembro de 2023 | Download digital                            | Bonus Deluxe                   | Darenote BMG | [ 71 ]                             |
| Várias | 8 de dezembro de 2023  | Download digital streaming                  | Extension (The Extended Mixes) | Darenote BMG | [ 73 ] [ 190 ]                     |